# Старая Оса
Старая Оса (в верховье Оса) — река на территории России, протекает по Славскому и Черняховскому районам Калининградской области. Длина реки — 38 км, площадь водосборного бассейна — 98,1 км².

## География и гидрология
Исток реки Оса находится в районе села Калужского в Черняховском районе. Река Оса является левобережным притоком реки Ржевки, её устье расположено в 6 км к югу от посёлка Гастеллово, в 17 километрах от устья реки Ржевки. В нескольких километрах от устья река протокой сообщается с рекой Луговой, в нижнем течении Оса разделятся на два рукава Старая Оса и Оса.
Через Осу переброшены ряд мостов, в том числе 10 железобетонных и несколько деревянным мостов.
Река проходит вдали от населённых пунктов, рядом с рекой находится только посёлок Поддубье. Местами река имеет укреплённые откосы.
От истока по течению на реке Осе расположены следующие населённые пункты : Калужское, Озёрное, Поддубье и Победино.

## Данные водного реестра
По данным государственного водного реестра России относится к Балтийскому бассейновому округу, водохозяйственный участок реки — реки бассейна Балтийского моря в Калининградской области без рек Неман и Преголя, подбассейн у реки отсутствует. Относится к речному бассейну реки Неман и рекам бассейна Балтийского моря (российская часть в Калининградской области).
Код объекта в государственном водном реестре — 01010000312104300009711.

## Топографические карты
- Лист карты N-34-44 Большаково. Масштаб: 1 : 100 000. Состояние местности на 1989 год. Издание 1996 г.